# Trachelas alticolus
Trachelas alticolus là một loài nhện trong họ Trachelidae.
Loài này thuộc chi Trachelas. Trachelas alticolus được Hsen Hsu Hu miêu tả năm 2001.